# Mistrzostwa Ameryki Południowej w Piłce Siatkowej Mężczyzn 1997
XXII Mistrzostwa Ameryki Południowej w Piłce Siatkowej Mężczyzn odbyły się w stolicy Wenezueli – Caracas między 11 a 14 września 1997 roku.
Tytułu sprzed dwóch lat bronili Brazylijczycy (odnieśli 15 kolejnych zwycięstw) i to oni po raz kolejny zdobyli mistrzostwo. Był to dwudziesty pierwszy złoty medal mistrzostw Ameryki Południowej w historii brazylijskiej siatkówki.
Mistrz Ameryki Południowej 1997 otrzymał prawo do gry na Pucharze Wielkich Mistrzów 1997.

## System rozgrywek
Przed turniejem finałowym rozegrano eliminacje do finałów, w których reprezentacje podzielone na dwie grupy rywalizowały ze sobą systemem kołowym, każdy z każdym. Do finałów awansowali zwycięzcy grup. Udział w turnieju miały zagwarantowane reprezentacje gospodarzy (Wenezueli) i dotychczasowych Mistrzów (Brazylii).
W finałowym turnieju cztery reprezentacje znajdujące się w jednej grupie rozegrały ze sobą mecze w systemie każdy z każdym. Drużyny, które po rozegraniu wszystkich spotkań znalazły się na 1. i 2. miejscu w tabeli, rozegrały ze sobą mecz finałowy, którego zwycięzca zdobył tytuł mistrzowski.
O kolejności w tabeli decydowały kolejno:
- liczba punktów,
- stosunek małych punktów,
- stosunek setów.

## Drużyny uczestniczące
| Reprezentacja                            | Miejsce w poprzednich mistrzostwach |
| ---------------------------------------- | ----------------------------------- |
| Automatycznie zakwalifikowane do finałów |                                     |
| Brazylia (obrońca tytułu)                | 1                                   |
| Wenezuela (gospodarz)                    | 3                                   |
| Uczestniczące w eliminacjach             |                                     |
| Argentyna                                | 2                                   |
| Chile                                    | 4                                   |
| Ekwador                                  | ns.                                 |
| Gujana                                   | ns.                                 |
| Kolumbia                                 | ns.                                 |
| Paragwaj                                 | 8*                                  |
| Peru                                     | 6*                                  |
| Urugwaj                                  | 7*                                  |

ns.- nie startował
*- nie zakwalifikowała się do turnieju finałowego

## Eliminacje

### Grupa południowa
Buenos Aires
     awans do turnieju finałowego
| Poz. | Reprezentacja | Pkt | Mecze | Mecze | Mecze |
| Poz. | Reprezentacja | Pkt | M     | Z     | P     |
| ---- | ------------- | --- | ----- | ----- | ----- |
| 1    | Argentyna     | 6   | 3     | 3     | 0     |
| 2    | Chile         | 5   | 3     | 2     | 1     |
| 3    | Paragwaj      | 4   | 3     | 1     | 2     |
| 4    | Urugwaj       | 3   | 3     | 0     | 3     |

| 29 sierpnia 1997 |  |     |  |          |                             |
| Chile            |  | 3:? |  | Urugwaj  |                             |
| Argentyna        |  | 3:0 |  | Paragwaj | (15:6, 15:8, 15:7)          |
| 30 sierpnia 1997 |  |     |  |          |                             |
| Chile            |  | 3:1 |  | Paragwaj | (15:7, 15:17, 15:6, 15:4)   |
| Argentyna        |  | 3:0 |  | Urugwaj  | (15:2, 15:1, 15:9)          |
| 31 sierpnia 1997 |  |     |  |          |                             |
| Paragwaj         |  | 3:1 |  | Urugwaj  | (15:10, 15:9, 13:15, 15:11) |
| Argentyna        |  | 3:0 |  | Chile    | (15:3, 15:6, 15:4)          |

### Grupa północna
Bogota
     awans do turnieju finałowego
| Poz. | Reprezentacja | Pkt | Mecze | Mecze | Mecze |
| Poz. | Reprezentacja | Pkt | M     | Z     | P     |
| ---- | ------------- | --- | ----- | ----- | ----- |
| 1    | Peru          | 6   | 3     | 3     | 0     |
| 2    | Kolumbia      | 5   | 3     | 2     | 1     |
| 3    | Ekwador       | 4   | 3     | 1     | 2     |
| 4    | Gujana        | 3   | 3     | 0     | 3     |

| 28 sierpnia 1997 |  |     |  |          |                                   |
| Peru             |  | 3:0 |  | Gujana   |                                   |
| Kolumbia         |  | 3:? |  | Ekwador  |                                   |
| 29 sierpnia 1997 |  |     |  |          |                                   |
| Peru             |  | 3:? |  | Ekwador  |                                   |
| Kolumbia         |  | 3:? |  | Gujana   |                                   |
| 30 sierpnia 1997 |  |     |  |          |                                   |
| Ekwador          |  | 3:0 |  | Gujana   |                                   |
| Peru             |  | 3:2 |  | Kolumbia | (15:13, 5:15, 15:11, 9:15, 18:16) |

## Turniej finałowy

### Faza grupowa
mecz finałowy
| Poz. | Reprezentacja | Pkt | Mecze | Mecze | Mecze | Małe punkty | Małe punkty | Małe punkty | Sety | Sety | Sety  |
| Poz. | Reprezentacja | Pkt | M     | Z     | P     | zdob.       | str.        | ratio       | wyg. | prz. | ratio |
| ---- | ------------- | --- | ----- | ----- | ----- | ----------- | ----------- | ----------- | ---- | ---- | ----- |
| 1    | Brazylia      | 6   | 3     | 3     | 0     | 135         | 72          | 1,875       | 9    | 0    | MAX   |
| 2    | Wenezuela     | 5   | 3     | 2     | 1     | 127         | 103         | 1,233       | 6    | 4    | 1,500 |
| 3    | Argentyna     | 4   | 3     | 1     | 2     | 114         | 123         | 0,926       | 4    | 6    | 0,666 |
| 4    | Peru          | 3   | 3     | 0     | 3     | 57          | 135         | 0,422       | 0    | 9    | 0,000 |

| 11 września 1997 |

|  | Wenezuela | 3:0(15:2, 15:4, 15:7) | Peru |  |
|  |           | 3:0(15:2, 15:4, 15:7) |      |  |

|  | Brazylia | 3:0(15:9, 15:9, 15:6) | Argentyna |  |
|  |          | 3:0(15:9, 15:9, 15:6) |           |  |

| 12 września 1997 |

|  | Wenezuela | 3:1(15:11, 13:15, 15:10, 15:9) | Argentyna |  |
|  |           | 3:1(15:11, 13:15, 15:10, 15:9) |           |  |

|  | Brazylia | 3:0(15:9, 15:9, 15:6) | Peru |  |
|  |          | 3:0(15:9, 15:9, 15:6) |      |  |

| 13 września 1997 |

|  | Brazylia | 3:0(15:6, 15:8, 15:10) | Wenezuela |  |
|  |          | 3:0(15:6, 15:8, 15:10) |           |  |

|  | Argentyna | 3:0(15:2, 15:7, 15:11) | Peru |  |
|  |           | 3:0(15:2, 15:7, 15:11) |      |  |

### Finały
| 14 września 1997 |

|  | Brazylia | 3:0(15:9, 15:7, 15:9) | Wenezuela |  |
|  |          | 3:0(15:9, 15:7, 15:9) |           |  |

## Klasyfikacja końcowa
| Miejsce | Zespół    | Uwagi                                  |
| ------- | --------- | -------------------------------------- |
|         | Brazylia  | Awans na Puchar Wielkich Mistrzów 1997 |
|         | Wenezuela |                                        |
|         | Argentyna |                                        |
| 4       | Peru      |                                        |
| 5       | Chile     | odpadły w kwalifikacjach               |
| 6       | Kolumbia  | odpadły w kwalifikacjach               |
| 7       | Paragwaj  | odpadły w kwalifikacjach               |
| 8       | Ekwador   | odpadły w kwalifikacjach               |
| 9       | Urugwaj   | odpadły w kwalifikacjach               |
| 10      | Gujana    | odpadły w kwalifikacjach               |